# Esymi
Esymi (griechisch Αισύμη [ɛˈsimi] (f. sg.), bis 1920 türkisch Doğanhisar, bulgarisch Доган Хисар) ist ein Dorf der Gemeinde Alexandroupoli in der griechischen Region Ostmakedonien und Thrakien. Gemeinsam mit Leptokarya bildet es die gleichnamige Ortsgemeinschaft (Topiki Kinotita Esymis Τοπική Κοινότητα Αισύμης).

## Lage
Esymi ist mit 214,697 km² die flächengrößte Ortsgemeinschaft der Gemeinde Alexandroupoli. Sie liegt an der Grenze zu den Gemeinden Maronia-Sapes, Arriana und Soufli im Norden des Gemeindegebiets. Im Süden liegen von West nach Ost die Ortsgemeinschaften Kirki, Avandas, Nipsa und Pylea.
Das Dorf Esymi liegt etwa 23 km nordöstlich von Alexandroupoli an der Nationalstraße 53, Leptokarya liegt etwa weitere 8 km nordwestlich.

## Söhne und Tochter
- Petko Wojwoda (1844–1900), bulgarischer Freiheitskämpfer und Revolutionär